# Чермеджешть (Ледешть, Вилча)
Чермеджешть, Чермеджешті (рум. Cermegești) — село у повіті Вилча в Румунії. Входить до складу комуни Ледешть.
Село розташоване на відстані 168 км на захід від Бухареста, 38 км на південний захід від Римніку-Вилчі, 60 км на північ від Крайови.

## Населення
За даними перепису населення 2002 року у селі проживали 329 осіб, усі — румуни. Усі жителі села рідною мовою назвали румунську.